# Krzysztof Neugebauer
Neugebauer Krzysztof 7 DAN (ur. 23 listopada 1964 w Kluczborku) – polski karateka, zdobywca pierwszego medalu w historii polskiego karate (1991 r. w Trevizo, Włochy III m. w kumite ind.) i pierwszego złotego medalu na Mistrzostwach Świata (1992 r. w Montrealu, Kanada I m. w kumite druż.)

## Życiorys
Wielokrotny medalista mistrzostw Polski. Pięciokrotny zwycięzca Polskiej Ligi Karate Tradycyjnego (2001, 2002, 2003, 2005, 2007).Dziewięciokrotny medalista mistrzostw Europy, sześciokrotny medalista mistrzostw Świata w karate tradycyjnym. Trzykrotny zdobywca Pucharu Świata (2001, 2003, 2005) który jest najbardziej prestiżowym tytułem w karate tradycyjnym. W 2007 roku II m. na Pucharze Świata.
W 1992 roku Krzysztof Neugebauer zajął siódme miejsce w plebiscycie "Przeglądu Sportowego" na najlepszego sportowca Polski.
Jeden z najbardziej utytułowanych zawodników karate tradycyjnego na świecie. Trener kadry narodowej w kumite.
1 grudnia 2024 został wybrany prezesem Polskiego Związku Karate Tradycyjnego.